# CAトリコルジアーノ
CAトリコルジアーノ (ポルトガル語: Clube Atlético Tricordiano)は、ブラジル・ミナスジェライス州トレス・コラソエスを本拠地とするサッカークラブである。2008年5月13日設立。

## タイトル

### 国内タイトル
なし

### 国際タイトル
なし

## 歴代所属選手
- チアゴ 2014
- シンバ 2015
- マイコン 2015
- レアンドロ・ラヴ 2016
- ブランドン 2017
- アウヴァーロ 2018